# Malešický tunel

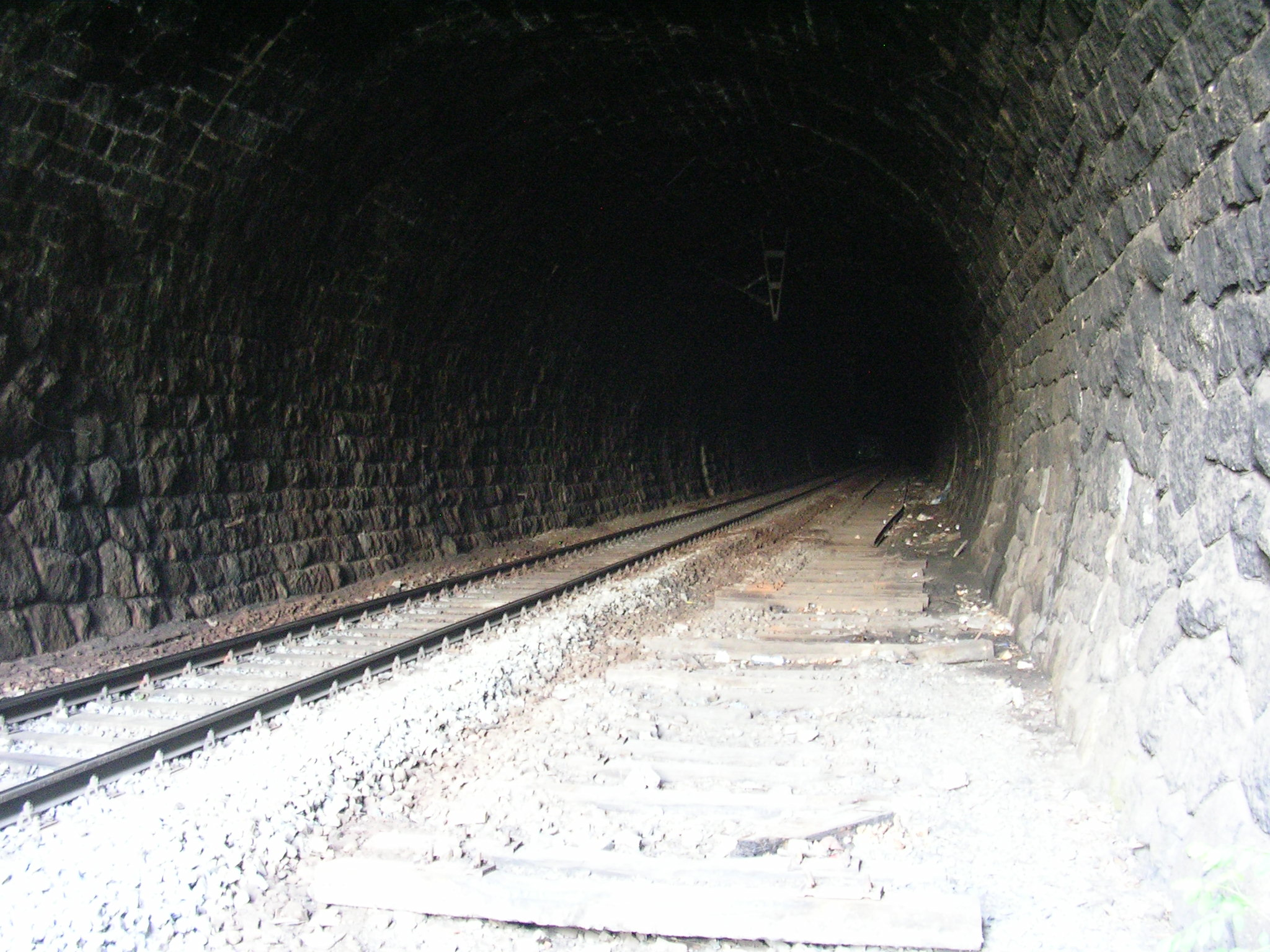
Zbytky východní koleje

Malešický tunel (hovorově zvaný železniční tunel pod Táborem) se nachází v Hrdlořezích na železniční trati Praha-Malešice – Praha-Libeň (portály tunelu jsou v Malešicích a Hloubětíně). Byl vybudován v letech 1914–1919.
Tunel má profil pro dvojkolejnou trať, má délku 358 m a šířku 8,7 m. Trať procházející tunelem je jednokolejná, v tunelu však jsou i zbytky druhé koleje.
Po trati je (2019) vedena linka S49 pražské integrované dopravy. Dlouho platilo, že trať slouží jen nákladní dopravě a cestující tudy mohli projet jen díky odklonům při výlukách a nepravidelnostech, typicky úvraťovou jízdou Praha-Libeň – Praha-Malešice – Praha-Běchovice.

## Fotogalerie

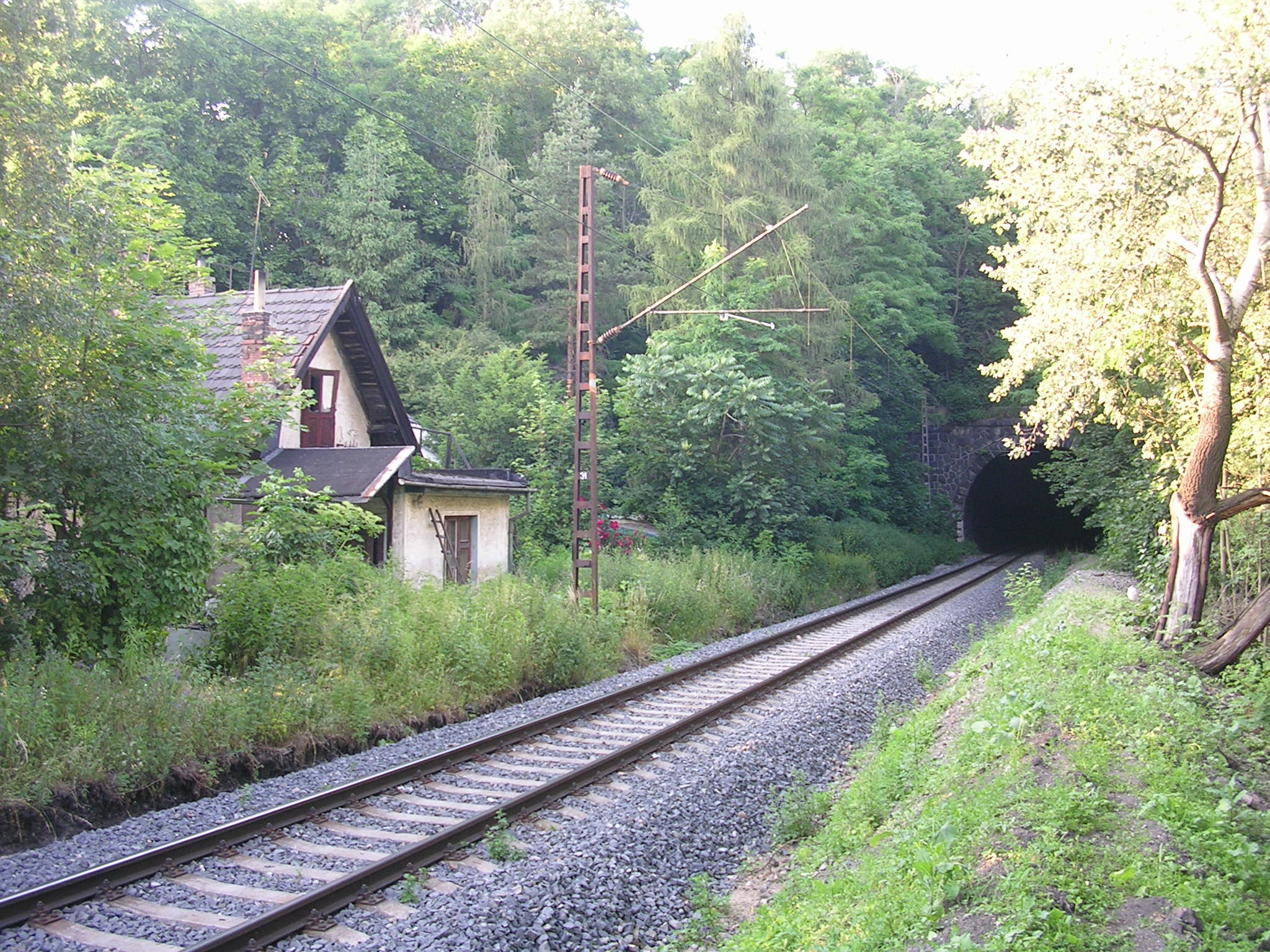
U malešického portálu
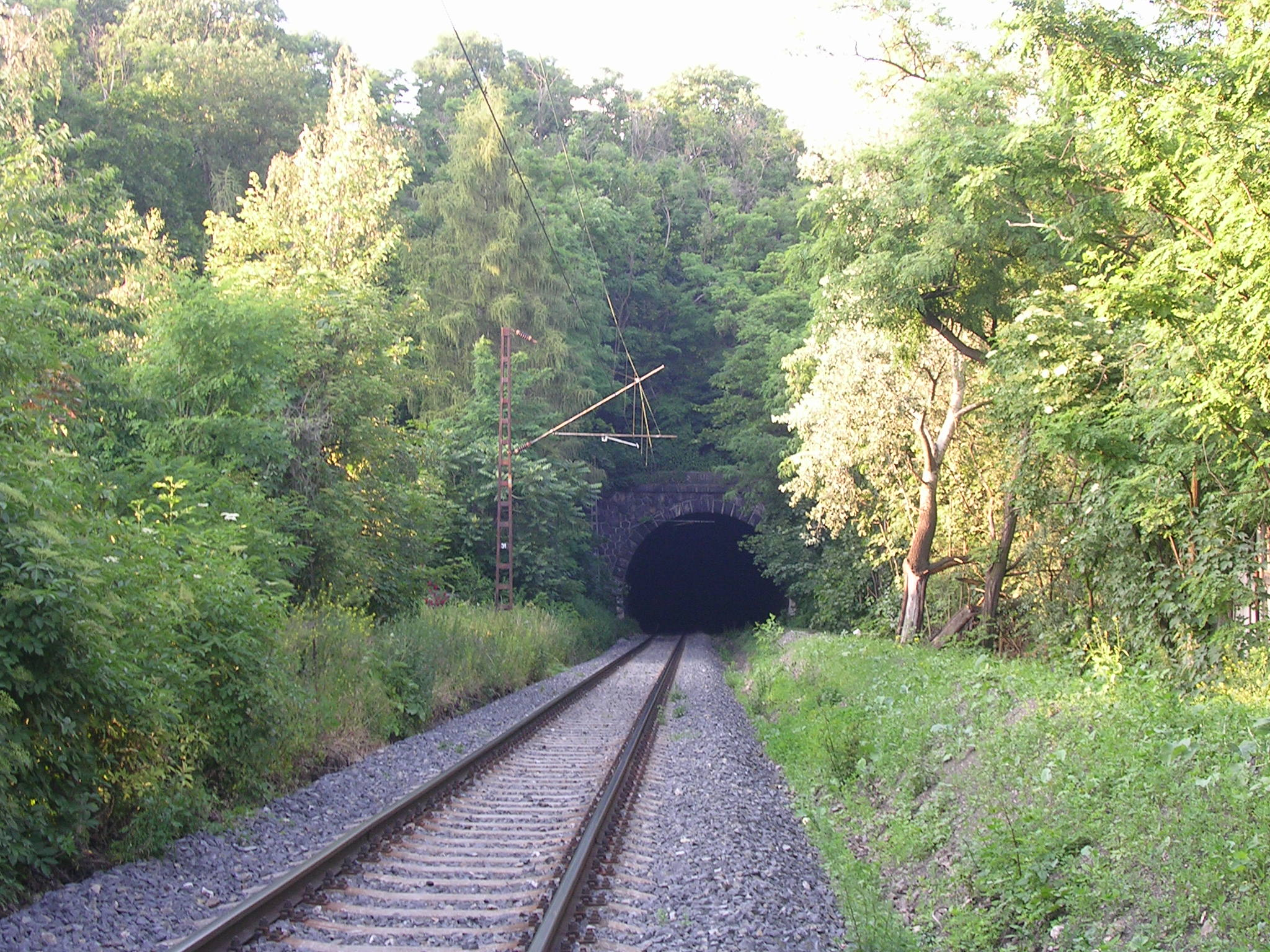
Kopec Tábor z malešické strany
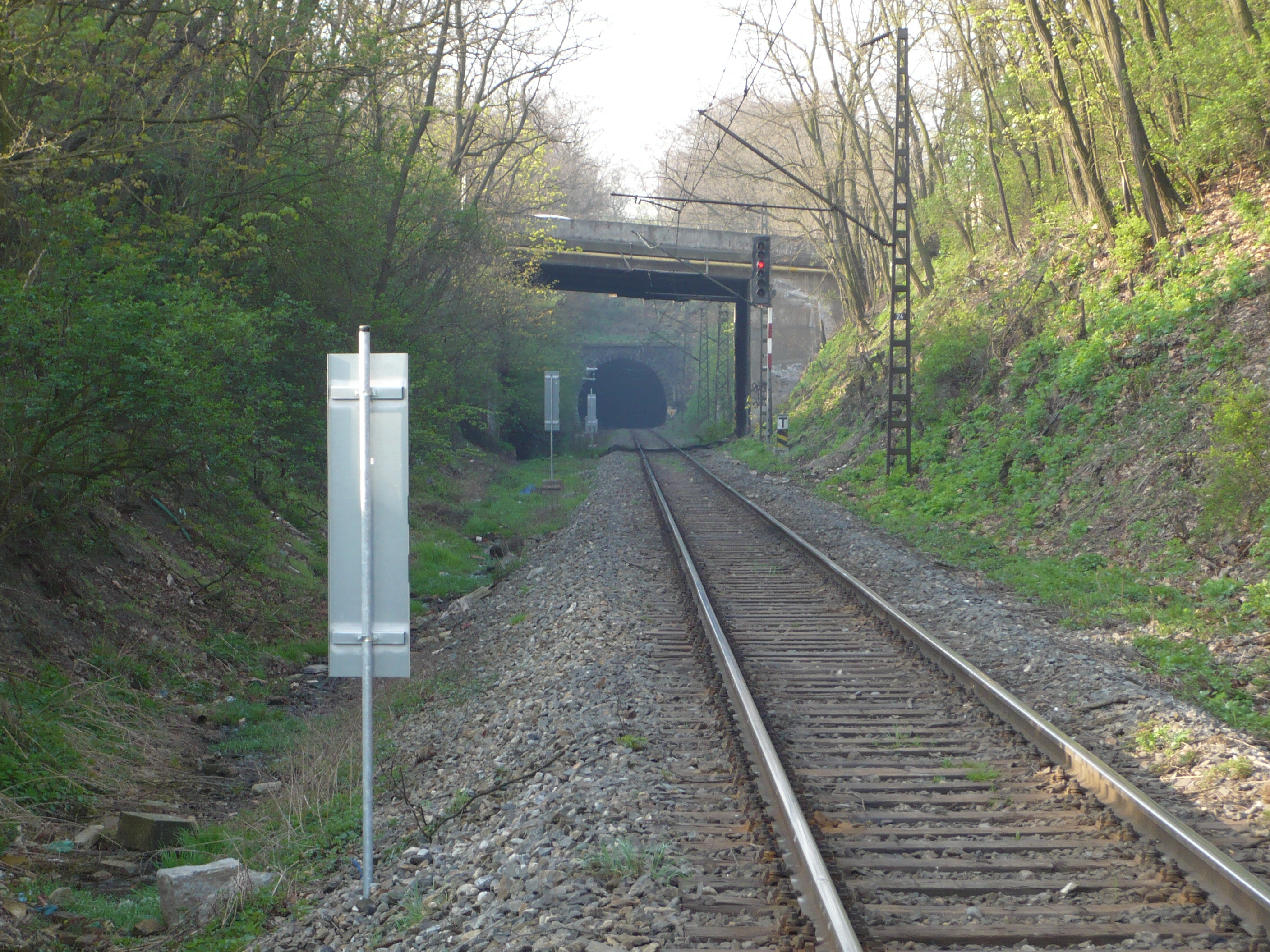
Severní portál a silniční most (Českobrodská)